# 이엘리야
이엘리야(1990년 2월 19일 ~ )는 대한민국의 배우이다.

## 성장 과정
그녀의 이름 엘리야는 구약성서에 등장하는 선지자 엘리야에서 따온 것이며 의미는 ‘여호와는 나의 힘’이라고 한다. 어린 시절 부모님 손에 이끌려 KBS 합창단에 들어갔다. 이후 성악, 발레, 걸스힙합, 팝핀댄스, 로킹, 한국무용, 태권도를 배웠다. 그 후 일반고등학교를 다니다 뮤지컬 배우의 꿈을 이루기 위해 한국예술고등학교를 졸업하였으며 서울예술대학 공연학부 연기과에 수석으로 입학했다.

## 경력
2013년 tvN 드라마 빠스껫볼 오디션에 합격하여 본격적으로 연기자의 길을 걷게 된다. 이후 2014년 방영된 KBS 주말드라마 참 좋은 시절에서 옥택연의 상대역인 엉뚱발랄한 교사 김마리 역을 맡아 이름을 알리기 시작했다. 2015년 SBS 일일드라마 돌아온 황금복에선 전작에서의 선한 역할과는 정반대인 주인공 황금복에 악행을 일삼는 악녀 백예령 역을 맡아 열연하였다. 그 해 SBS 연기대상에서 뉴스타상을 수상했다. 2017년 KBS2 월화드라마 쌈, 마이웨이에서는 남주인공 박서준의 전 여자친구인 악녀 박혜란 역을 맡아 그의 얄미운 전 여자친구의 모습을 실감나게 그리며, 시청자들의 많은 호평을 받았다.
2018년에는 세 편의 드라마에 출연하여 활발하게 활동하였다. 3월부터 방영된 OCN 드라마 작은 신의 아이들에서는 겉보기엔 살아 숨 쉬는 천사 그 자체지만 이면에는 위악으로 점철된 이중적인 악역인 백아현 역을 맡았으며 5월부터 방영된 JTBC 드라마 미스 함무라비에서는 걸 크러쉬 법원 속기사 이도연 역을 맡아 많은 호평을 받았다.
그리고 11월부터 방영된 SBS 수목드라마 황후의 품격에서 극 중 악역인 민유라 역으로 출연하여 민유라의 섬뜩하면서도 냉혈한의 면모부터 매혹적인 모습까지 다양한 매력을 선보이며 안방극장에 강렬한 임팩트를 남겼다.
2019년 JTBC 드라마 보좌관에서는 장태준(이정재 분)의 비서였다가 보좌관으로 성장하는, 표정은 차갑지만 누구보다 열정이 넘치는 윤혜원 역을 맡아 열연하였다.

## 출연 작품

### 드라마
- 2013년 tvN 월화 미니시리즈 《빠스껫 볼》 ... 최신영 역
- 2014년 KBS2 주말연속극 《참 좋은 시절》 ... 김마리 역
- 2015년 SBS 저녁 일일연속극 《돌아온 황금복》 ... 백예령 역
- 2015년 QTV 월요 미니시리즈 《영웅들》 ... 박해밀 역
- 2016년 KBS2 수목 미니시리즈 《함부로 애틋하게》 ... 김유나 역 (특별출연)
- 2017년 KBS2 월화 미니시리즈 《쌈 마이웨이》 ... 박혜란 역
- 2018년 OCN 주말 오리지널 드라마 《작은 신의 아이들》 ... 백아현 역
- 2018년 JTBC 월화 미니시리즈 《미스 함무라비》 ... 이도연 역
- 2018년 SBS 드라마스페셜 《황후의 품격》 ... 민유라 역
- 2019년 JTBC 금토 미니시리즈 《보좌관 - 세상을 움직이는 사람들》 ... 윤혜원 역
- 2019년 JTBC 금토 미니시리즈 《보좌관 - 세상을 움직이는 사람들 시즌2》 ... 윤혜원 역
- 2020년 JTBC 월화 미니시리즈 《모범형사》 ... 진서경 역
- 2021년 SBS 금토 미니시리즈 《날아라 개천용》 ... 윤혜원 역
- 2023년 쿠팡플레이 오리지널 미니시리즈 《미끼》 ... 천나연 역

### 영화
| 연도 | 제목              | 역할 | 비고 |
| ---- | ----------------- | ---- | ---- |
| 2019 | 《너의 여자친구》 | 혜진 |      |
| 2022 | 《보호자》        | 민서 |      |

### 예능
- SBS 《마스터키》 (2017년 10월 28일)
- MBC 《미스터리 음악쇼: 복면가왕》 (2017년 9월 3일, 2017년 11월 19일) - 최첨단 홍채인식 시크릿가든 (참가자)
- SBS 《런닝맨》 (2017년 9월 10일, 2017년 9월 17일, 2017년 12월 31일, 2018년 9월 2일, 2018년 9월 9일 - 게스트 출연 / 2018년 12월 30일 - 깜짝 출연[12])
- JTBC 《아는 형님》 (2019년 6월 15일[13])
- tvN 《온앤오프》 (2020년 7월 4일[14][15] - 에피소드 출연 / 2020년 6월 27일, 2020년 7월 11일, 2020년 7월 18일 - 게스트 출연)

### 광고
- 2013년 팔도 - 더치 산타페
- 2014년 위닉스 - 뽀송
- 2014년 해태제과 - 자가비
- 2015년 마쉐리
- 2018년 아베뜨
- 2019년 실큰, 비즈플레이
- 2020년 실큰

### 홍보대사
- 2014년 굿피플 홍보대사

## 수상 및 후보
| 연도 | 시상식                         | 부문                           | 작품          | 결과 | 출처   |
| ---- | ------------------------------ | ------------------------------ | ------------- | ---- | ------ |
| 2015 | SBS 연기대상                   | 뉴스타상                       | 돌아온 황금복 | 수상 | [ 16 ] |
| 2018 | 제3회 아시아 아티스트 어워드   | 배우부문 여자인기상            | 빈칸          | 후보 |        |
| 2018 | SBS 연기대상                   | 수목드라마부문 여자 우수연기상 | 황후의 품격   | 후보 |        |
| 2021 | 제7회 아시아태평양 스타 어워즈 | 여자 연기상                    | 모범형사      | 후보 |        |